# Enlighten the Darkness
Enlighten the Darkness è il quinto album in studio del gruppo heavy metal tedesco Angel Dust, pubblicato nel 2000.

## Tracce
1. Let Me Live – 5:53
2. The One You Are – 5:29
3. Enjoy! – 5:52
4. Fly Away – 6:47
5. Come Into Resistance – 5:24
6. Beneath the Silence – 3:05
7. Still I'm Bleeding – 4:18
8. I Need You – 5:21
9. First in Line – 1:15
10. Cross of Hatred – 4:59
11. Oceans of Tomorrow – 4:17

## Formazione
- Dirk Thurisch – voce
- Bernd Aufermann – chitarra
- Frank Banx – basso
- Steven Banx – tastiere
- Dirk Assmuth – batteria